# Sebree, Kentucky
Sebree är en ort i Webster County i delstaten Kentucky, USA.